# حماد راویه
حمّاد بن شاپور شهرت‌یافته به حمّاد راویه (۶۹۵م - ۷۷۶م) (نسب: ابوالقاسم حمّاد بن ابولیلی شاپور بن مبارک بن عُبید) شاعر عربی، عرب‌شناس، گردآورندهٔ برجسته متون عربی و نویسنده عراقی ایرانی‌اصل بود.